# Butte Mortemart
La butte Mortemart est une voie située dans le 16e arrondissement de Paris, en France.